# Claus Henrik Vieregg
Claus Henrik Vieregg (né en 1655 et décédé le 14 juillet 1713) est un fonctionnaire danois qui a été vice-gouverneur général de Norvège de 1712 à 1713.
Vieregg De 1694 à 1703, il est gouverneur d' Antvorskov et Korsør. puis en 1710 de  Vordingborg.
En 1690 il épouse Margrethe Lucie von Brockdorff, qui a été dame de chambre de la princesse Sophie Hedevig. Avec elle, il a eu neuf enfants. 
En juillet 1712, il est nommé vice-gouverneur général de Norvège mais il est mort à peine un an plus tard.